# Westönnen
Westönnen ist ein Ortsteil von Werl und liegt im Kreis Soest im Regierungsbezirk Arnsberg in Nordrhein-Westfalen. Der Ort hat 2.505 Einwohner und ist damit der zweitgrößte Ortsteil von Werl. Der momentane Ortsvorsteher ist Martin Beudel (Stand 2010).

## Ortsbild
Im 8,95 Quadratkilometer großen Ort lebten 2008 2656 Einwohner. Von der Fläche werden etwa 79 % landwirtschaftlich oder als Gärten und Grünland genutzt. Die niedrigste Stelle, bei Lohmühle im Norden der Gemarkung liegt 79 Meter über NN, die höchste, in Richtung Haar bei etwa 174 Metern über NN.
Das Ortsbild ist stark durch die Verwendung von Grünsandstein bei Bauten und Mauern geprägt. Der Ort besaß einige eigene Steinbrüche, in denen der Stein abgebaut wurde. Die Sandsteinlager entstanden in der Kreidezeit aus Ablagerungen von Muscheln und Sand. Die Steine verwittern wegen des hohen Gehaltes an wasserlöslichem Kalk relativ schnell, deshalb wurde der Abbau eingestellt. Erwähnenswert sind die Grundstücksmauern, die sich durch den Ort ziehen.

## Geschichte

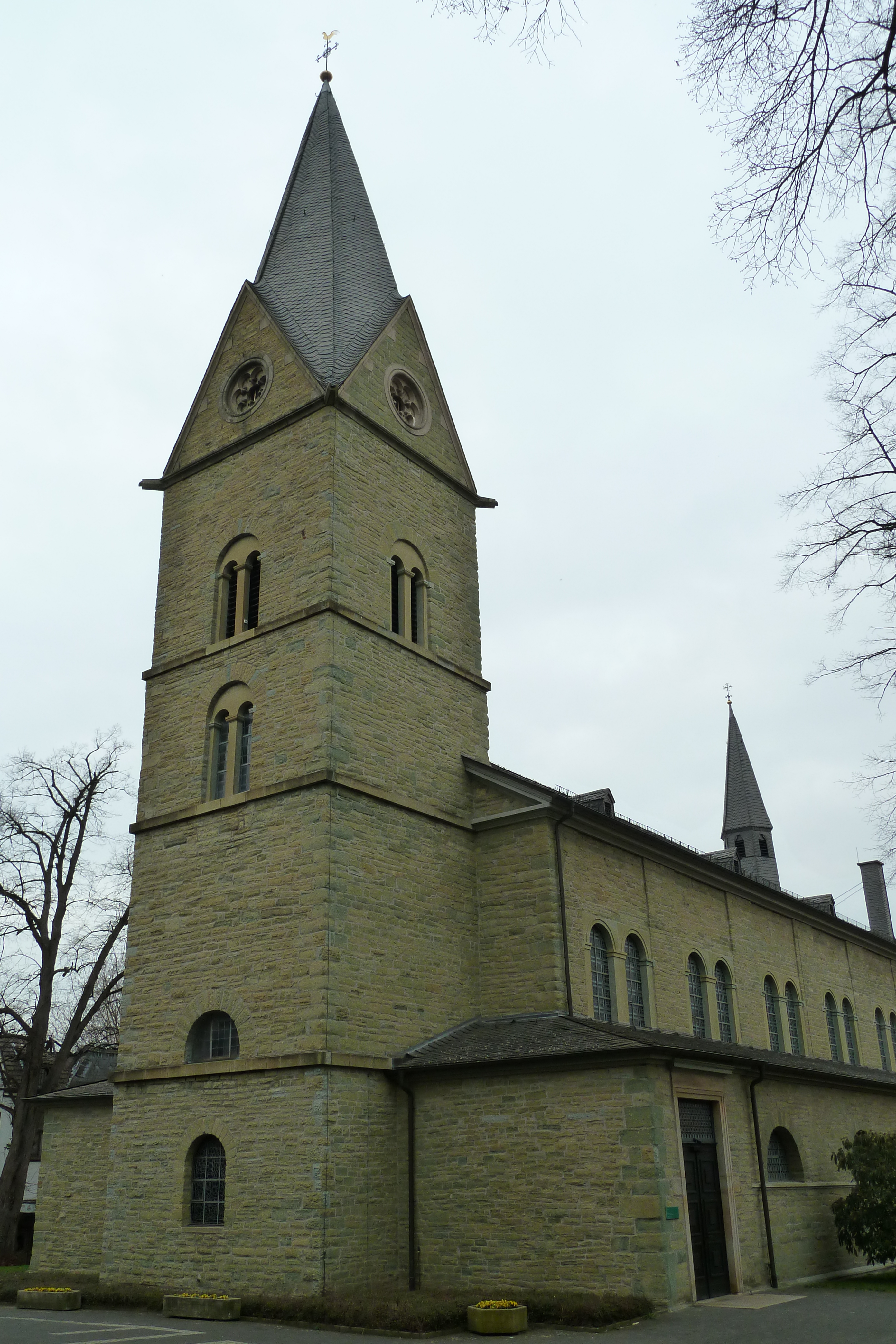
Cäcilia Kirche in Westönnen

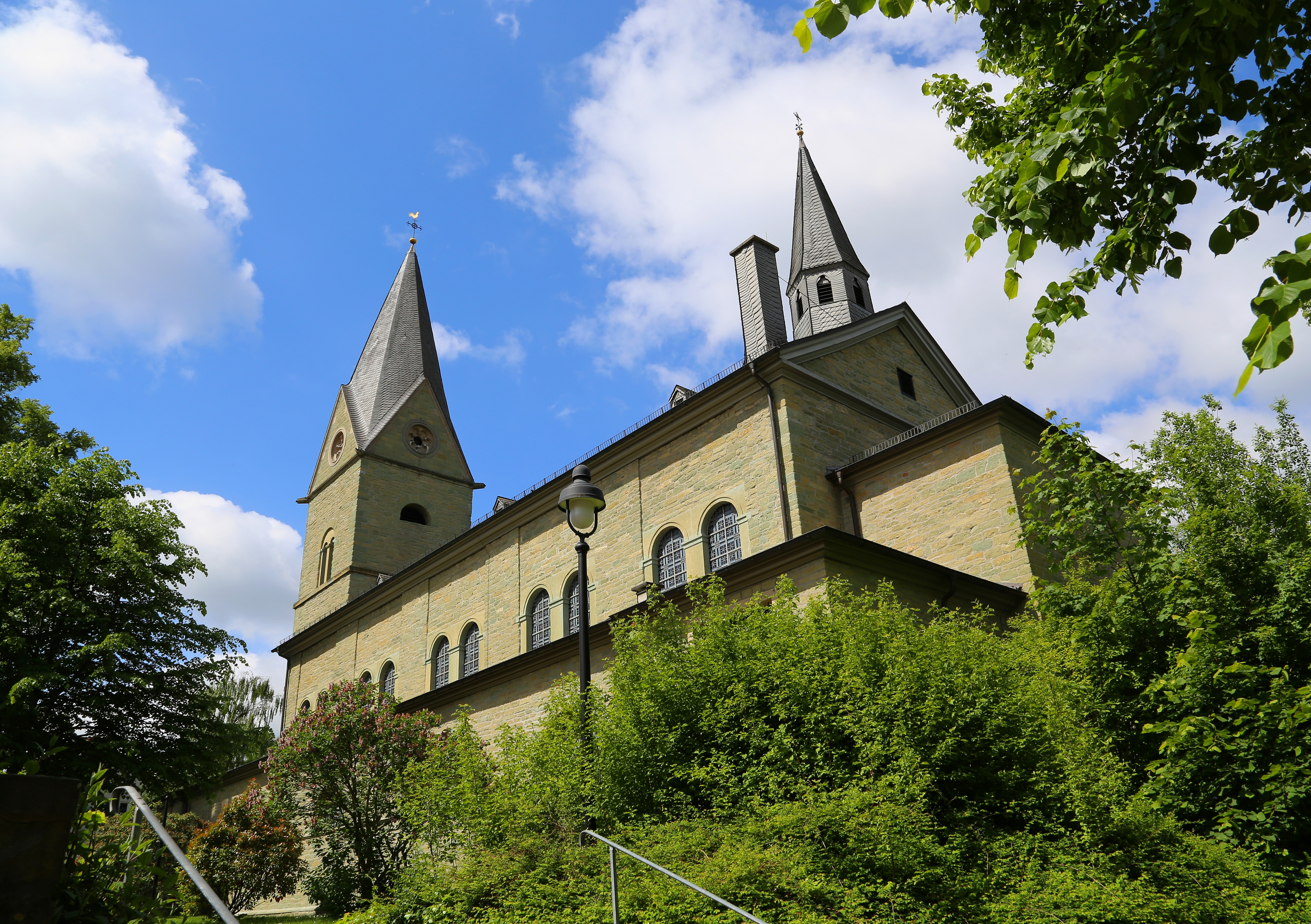
St. Cäcilia, Seitenansicht

Der fruchtbare Boden der Soester Börde, die Lage am Hellweg und Quellen in der Nähe begünstigten die Ansiedlung seit jeher.
Westönnen wurde zum ersten Mal im Jahre 973 im Verzeichnis des St. Cäcilia-Ordens in Köln erwähnt und ist somit über 1000 Jahre alt. Früher hieß Westönnen Westuenen oder Westunen. Ein Ministerialengeschlecht de Tuinen wurde in einer Urkunde des Patroklistiftes von 1169 erwähnt.
Der Ausbruch der Soester Fehde führte in der Gegend zu Plünderungen und Brandstiftungen, nach 1448 war die Fehde beendet und Westönnen blieb beim Erzstift Köln.
Während des Dreißigjährigen Krieges musste der Ort viele Soldaten aufnehmen und verpflegen. Dies brachte die Menschen an den Rand ihrer Belastbarkeit, 1636 brach die Pest aus und forderte viele Opfer.
Für 1707 sind 68 Haushaltungen mit etwa 480 Einwohnern belegt. Die rote Ruhr brach 1740 aus, es starben 82 Menschen.
Im Jahr 1761, während des Siebenjährigen Krieges, lagerten in der Umgebung um 260.000 Soldaten.
Während einer Brandkatastrophe im Jahr 1829 brannten im Ortszentrum sechs Bauernhöfe bis auf die Grundmauern nieder, seither wird jährlich eine Brandprozession abgehalten.

## Zugehörigkeit
Von Anfang an bis zum Jahr 1803 gehörte Westönnen zum Erzbistum Köln. Auch während der Soester Fehde (1444) schlugen sich die Westönner auf die Seite der kölnischen Kurfürsten und Bischöfe. Von 1803 bis 1816 war Westönnen dem Großherzogtum Hessen-Darmstadt zugeschlagen, danach kam es endgültig zu Preußen. Am 1. Juli 1969 wurde Westönnen nach Werl eingemeindet. Eine Sehenswürdigkeit ist das Haus Lohe.

## Geschichte bedeutender Höfe und Hausinschriften
Früher war es üblich in den Tür- oder Torbalken der Fachwerkhäuser Inschriften anzubringen, einige sind überliefert.
- Hof Brandes an der Bachstraße: IM JAHRE 1829, DEN 20. MAI, NACHMITTAGS, WURDE UNSER DORF VON EINER GROSSEN FEUERSBRUNST HEIMGESUCHT, BEI DER MEINE VORFAHREN UND VIELE ANDERE ZU GRUNDE GERICHTET WURDEN. AM 6. JULI DESSELBEN JAHRES WURDE ICH DURCH GOTTES HILFE UND DER MENSCHEN HÄNDE ERBAUT VON DEN EHELEUTEN THEODOR BRAND UND MARIA CATHARINA GUTHOFF.[7][8]
- Hof Luig-Plattfaut: Der 1966 abgebrochene Hof lag an Weststraße zwischen der Firma Dreimeister und dem Hof Schriek, Die Inschrift über der alten Deelentür ist durch ein Fotodokument überliefert. ERBAUET IM JULII 1864 VIER TEN JULII DURCH DIE EHLEIK FRANZ LUIG UND ANA MARIA WATERHOFF[9]
- Hof Schleep-Büscher: Der Hof stand auf dem Gelände des heutigen Cäcilia-Kindergartens, er wurde früher auch als Schleebusch-Hof bezeichnet. Durch einen Brand im Jahre 1829 wurde er zerstört und noch im selben Jahr als Fachwerkhof wieder aufgebaut. Über dem Balken des Deelentores war zu lesen Am 20. Mai 1829 suchte Gott uns heim durch Flammen, und unser Haus stürzte rettungslos zusammen. und Am 25. Juli desselben Jahres erstand uns dieses Haus durch eigenen Fleiß, durch Menschen Hilfe, am meisten doch durch Gotteshilfe. Bernhard Büscher und Theresia Westerhoff, Eheleute.[10]
- Hof Holthoff: Der Hof war bis etwa 1800 im Besitz der Familie Plattfaut und gehörte zur Grundherrschaft des Klosters Himmelpforten. Die Familie Holthoff, die aus Holtum stammte, übernahm das Anwesen 1811. Die Balkeninschrift dieses Hofes in der Breiten Straße lautet JOSEPH HOLTHOFF 18 UND FRAU 81 JOS. SCHULTE-BILME.[11][12]
- Hof Stratmann-Müller: Dieser Hof befindet sich an der Mummelstraße, er gehörte einst zur Grundherrschaft des Klosters Welver. Die Inschrift lautet PHILLIPP STRATMANN gnt. MÜLLER UND FRAU LINA geb. HOLTHOFF 1881.[13][14]
- Hof Linzbach: Der Hof an der breiten Straße wurde abgerissen um Platz für eine neue Maschinen- und Lagerhalle zu schaffen. Der Inschriftbalken von 1810 ist erhalten und eingelagert. Die Inschrift lautet DAS DIE EHELEUTE NAMENS FRANS HENNEMAN VON HIER UND DIE FRAU ELISABETH TOP AUS MAUWIKE HABEN DIESEN BAU DURCH GOTTES HULF UND MEISTER BREMEKE ZU DEM NOTIGEN GEBRAUCH AUF RICHTEN LASEN GESCHEHEN DEN 13 JUNNY ANNO 1810. Dieser Hof gehörte früher zur Grundherrschaft des Soester Walburgisstiftes.[15]
- Hof Sasse: Der bedeutende westfälische Fachwerkhof stand an der Breiten Straße, der erhaltene Deelenbalken stammt von 1829. In diesem Jahr brannten mehrere Höfe im Dorf nieder. Der Hof wurde nach dem Brand in Fachwerk neu errichtet und mit dem erhaltenen Balken versehen. Der Hof brannte 1963 noch einmal ab, der alte Deelenbalken konnte erhalten werden. Er trägt die Inschrift Witwe Catharina Margaretha Menze auß Gerlingsen Eine Feuersbrunst hat mich in Asche gemacht d. 20. Mai durch Gottes Hilfe und der Menschen Arbeit wieder aufgebracht d. 12. September Haben die Eheleute Henrich Stewen und Anna Margarethe Rüsse auß Wibringsen haben dieses Haus auf bauen lassen Im Jahr Anno 1829 Der alte Balken hängt heute an der Südseite des neu erbauten Hauses.[16][17]
- Hof Kenter: Der Hof von 1784 ist einer der ältesten noch erhaltenen Fachwerkgebäude im Dorf Die Inschrift im Balken besagt ANNO 1784 DEN 24 MEY IST DER ERSTE BAU DIESES HAUSES MIT GOTTES HÜLFF VON PHILIP KENTER UND M. THERESIA SCHNAP ANGEFANGEN. ANNO 1786 DEN 23 MEY VON PHILIP KENTER VOLLENFÜRT GOTT BEWAHRE ES FÜR UNGLCK UND BRAND UND SEGNE ES MIT VOLLER HAND. JOHANNES THEODOR KENTER UND ELISABETH RIENHOFF EHE- LEUTE UND BESITZER DIESES HAUSES. SI DEUS PRO NOBIS QUIT CONTRA NOS (Wenn Gott für uns ist, wer ist dann gegen uns). Die Deelentür ist, wie sonst nicht üblich, seitlich in das Haus eingebaut, dies war wegen der Lage des Grundstückes, die einzige Möglichkeit zur Erschließung. Der Name Kenter ist erst seit der Mitte des 18. Jahrhunderts überliefert. Die vorherigen Eigentümer wurden Schriewer oder auch Schreiber genannt.[18]

## Kirchliche Verhältnisse
Vermutlich hat das Caecilienstift in Köln die Errichtung einer Pfarrei und den Bau einer Kirche angeregt, diese Schlussfolgerung wird aus dem Patrozinium der Cäcilia gezogen. Eine genaue Zeit dieser Abläufe ist nicht überliefert, allerdings ist dies sicherlich noch im 13. Jahrhundert geschehen. Ostönnen gehörte noch im 16. Jahrhundert unter de Moder to Westönnen (unter die Mutter in Westönnen) und für den 15. Februar 1296 ist ein Pleban Johannes in Ostönnen urkundlich erwähnt. In einem Heberegister, das in der zweiten Hälfte des 16. Jahrhunderts abgeschlossen wurde, übernahm der Propst des Klosters Rumbeck J. v. Falckenberg Eintragungen, die auf das Vorhandensein einer Pfarrei zum Ende des 13. Jahrhunderts hindeuten. Die Pfarrer wurden von der Äbtissin des Cäcilienstiftes ernannt, ohne jemals den Ort besucht zu haben. Vor dem Konzil in Trient war es möglich und durchaus üblich, sich nach dem Empfang der niederen Weihen (oder schon vorher) eine oder auch mehrere Pfarreien übertragen zu lassen, um aus dem Ertrag der Pfründe seinen Lebensunterhalt zu bestreiten. Der erste in Westönnen urkundlich erwähnte Pfarrer war ein gewisser Johannes, der 1288 urkundlich genannt wurde. Danach kamen 1315 Godefridus, 1363 Reckewyn und vor 1475 Johannes Brunstein. Die seelsorgerischen Aufgaben wurden zum großen Teil von Leutepriestern wahrgenommen, die von den Pfarren eingesetzt wurden. Die Pfarrstelle war im Mittelalter gut dotiert, seit 1400 gehörte der ertragreiche Hof Risse in Mawicke zu ihr. Der Pfarrer Johannes Ketteler vermachte 1665 in seinem Testament 200 Reichstaler, als Grundlage für die Errichtung einer Vikarie zum heiligen Johannes. Der Vikar hatte an den Sonn- und Feiertagen und jeden Dienstag und Freitag eine Messe zu lesen. Die Stiftung sollte der Mehrung der Ehre Gottes sowie der beständigen Erziehung der Jugend dienen. Die Zinsen aus dem Kapital sollte der Lehrer bekommen, was ein Vorhandensein einer Schule im Ort belegt.  Zur Kirche gehörte ein Pfarrhaus mit einem Garten, das früher umgräftet war und so wie ein Gräftenhof wirkte. Die Gräfte wurde Ende des 19. Jahrhunderts zugeschüttet.  Knapp 90 % aller Westönner sind Mitglieder der katholischen Kirchengemeinde. Seit dem Frühjahr 2005 ist Westönnen in einem Gemeindeverbund mit der St.-Walburga-Kirche in Werl, da der Pastor in den Ruhestand ging und kein Nachfolger gefunden werden konnte.

## St. Cäcilia
Das Gebäude der Kirche besteht aus Grünsandstein aus dem nahe gelegenen Steinbruch. Die Kirche wurde im 19. Jahrhundert zerstört und wieder errichtet.

## St. Josef-Schule
Pastor Johannes Ketteler stiftete 1665 testamentarisch die Johannes-Vikarie. Der Inhaber war verpflichtet, die Jugend des Kirchspiels im Schreiben, Lesen und im Christentum zu unterweisen. Die Vikarieschule war um 1800 die einzige Schule im Kirchspiel Westönnen. Nach dem Kulturkampf erlosch die Schulvikarie 1876.
260 Kinder besuchten 1880 die Schule. Sie wurden von zwei Lehrerinnen und einem Lehrer unterrichtet. Eine vierte Klasse wurde 1902 und 1931 eine fünfte eingerichtet. Ein neues Schulgebäude wurde 1905 erstellt, das 1935 erweitert wurde. Wegen des Zuzuges von Vertriebenen wurden 1947 zwei weitere Klassen eingerichtet. Ein weiterer Schulneubau erfolgte 1964.

## Verkehrsanbindung
Der Ort lag von jeher am Hellweg, einer mittelalterlichen Handelsverbindung und verhalf ihm zu einem gewissen Wohlstand. Die preußische Regierung ließ von 1822 bis 1823 die Chaussee, die später zur Reichsstraße und danach zur Bundesstraße 1 wurde, bauen. Sie verläuft von Aachen bis Königsberg.
Die Ruhr-Lippe Kleinbahn richtete 1898 für die Strecke Hamm–Werl–Ostönnen einen Haltepunkt im Ort ein. Zur Verbesserung der Verkehrsanbindung versuchte die Gemeinde, einen Bahnhof an der Strecke Dortmund-Soest zu bekommen, eine entsprechende Haltestelle wurde am 1. Oktober 1901 eingerichtet. Heute bedient die Hellweg-Bahn (RB 59) mindestens halbstündlich diese Station.
| Linie | Verlauf | Takt                                           |
| ----- | --- | ---------------------------------------------- |
| RB 59 | Hellweg-Bahn: Dortmund Hbf – Dortmund Signal-Iduna-Park – Dortmund-Hörde – Dortmund-Aplerbeck – Dortmund-Sölde – Holzwickede – Unna – Lünern – Hemmerde – Werl – Westönnen – Soest Stand: Fahrplanwechsel Dezember 2023 | 30 min (werktags) 60 min (sonn- und feiertags) |

## Gewässer
Im Ort gibt es etliche Teiche, Bäche und Tümpel. Der Mühlenbach ist der größte der Bäche, er kommt von der Haar und berührt das nördliche Gemeindegebiet. Er fließt in Werl in den Salzbach und speiste früher die Lohmühle. Der Siepenbach ist ein Zufluss des Mühlenbaches, er entspringt im Börn, einem Quellteich. Der Börn versiegte nach der Überlieferung noch nie, er ist etwa einen Meter tief, 10 Meter breit und 50 Meter lang.
Der größte Teich im Ort ist der Tagelteich mit einer Tiefe von etwa 2,50 Metern und einem Ausmaß von 60 × 75 Metern, er war früher mit Karpfen besetzt, heute laichen hier Erdkröten.
Der Opferteich in unmittelbarer Nähe der Kirche wird von mehreren Quellen gespeist, er trocknet gelegentlich aus.
Der Westönner Bach fließt seit 1954 verrohrt durch den Ort, seinen Ursprung hat er in Wietborn auf dem Hof Kerkhoff.
Eine umfangreiche Teich- und Gräftenanlage befindet sich beim Schloss Lohe.

## Kultur und Vereine

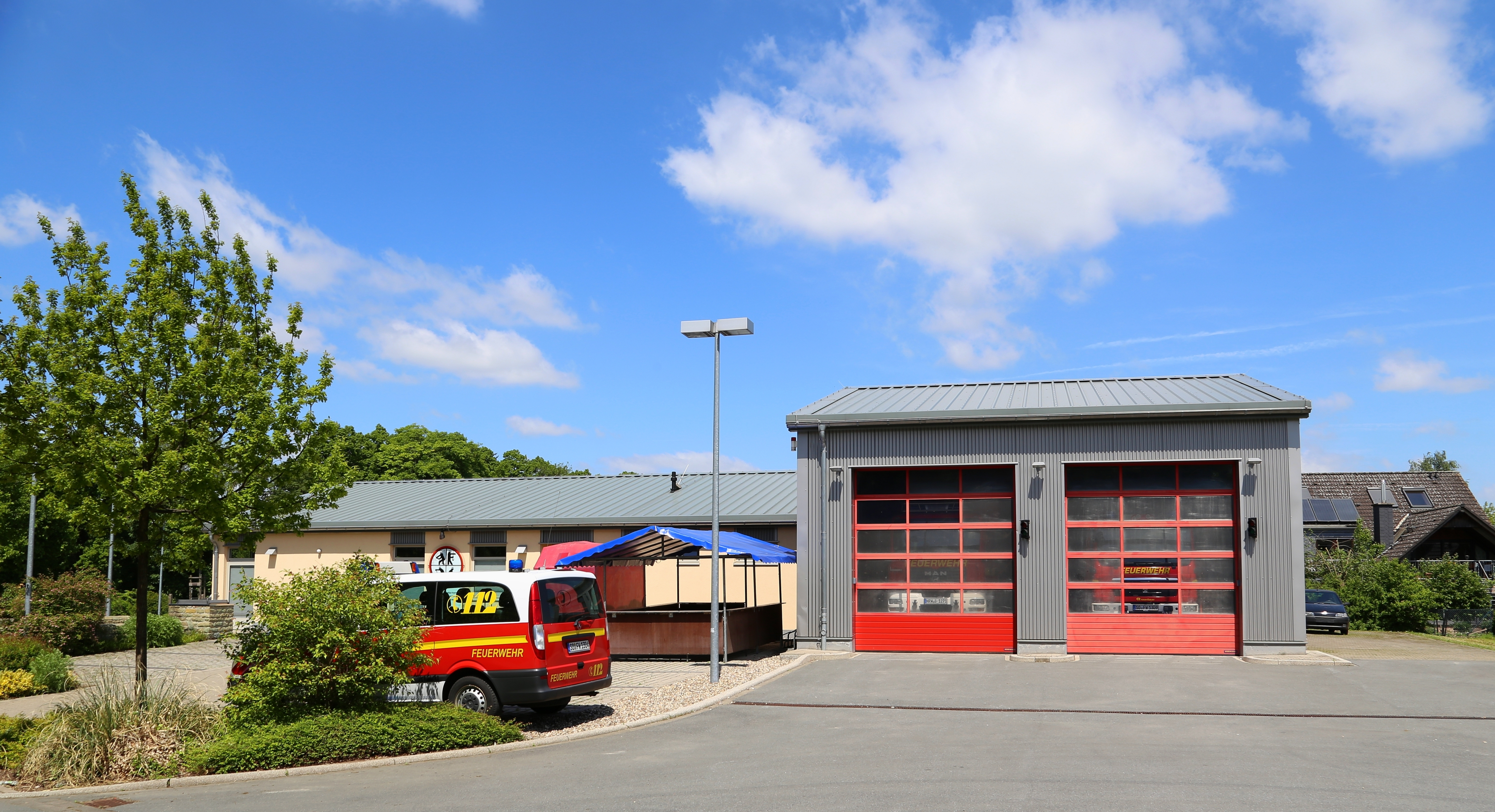
Das Gebäude der Freiwilligen Feuerwehr Westönnen

- Die St. Sebastianus-Schützenbruderschaft wurde 1624 als dörfliche Schutztruppe gegründet.[4]
- Westönnen verfügt über eine BdSJ-Jugend.
- Am 2. Juni 2008 gewann Westönnen für seine Jugendarbeit im Rahmen des Wettbewerbs „Unser Dorf soll schöner werden“ einen Förderpreis in Höhe von 400 Euro.
- 1921 gründeten 35 junge Männer das Tambourkorps Einigkeit Westönnen.[24]
- Die Freiwillige Feuerwehr besteht seit 1911.[25]
- Der MGV "Cäcilia" 1854 Westönnen ist ein Männer-Gesang-Verein, er wurde 1854 mit der Maßgabe gegründet, den weltlichen und kirchlichen Gesang in gleicher Weise zu pflegen.[26]
- Jugendspielmannszug Westönnen seit 1973  https://www.jugendspielmannszug.de/

## Persönlichkeiten
- Melchior Schäferhoff (1747–1821), geboren in Westönnen, letzter Abt des Klosters Bredelar
- Philipp Abraham Rosenthal (* 16. Mai 1774 in Westönnen; † 17. Februar 1853 in Werl), war ein Vorfahre von Philipp Rosenthal, des Gründers der Porzellanmanufaktur Rosenthal. Er lebte bis 1811 im Dorfzentrum und zog dann nach Werl und gründete dort eine Baumwollweberei, er wurde vermögend. Die Familie Rosenthal verkaufte ihre Güter in Werl 1880 und verließ den Ort.[27]
- Franz Christoph Büscher (1848–1928), geboren in Westönnen, deutscher Oberjustizrat und Landgerichtspräsident
- Theodor Bömelburg (1862–1912), geboren in Westönnen, Gewerkschafter und Mitglied des Reichstages
- Heinrich Buchgeister (1891–1977), geboren in Westönnen, Deutscher Meister im Speer- und Diskus-Wurf, das Heinrich-Buchgeister-Stadion in Werl ist nach ihm benannt
- Alfred Dregger (1920–2002), Politiker, besuchte von 1927 bis 1931 die Volksschule im Ort und bis 1939 das Mariengymnasium in Werl.[27]
- Karl-Josef Hering (1929–1998), geboren in Westönnen, Berliner Kammersänger, Heldentenor, Schauspieler und Hotelier
- Jürgen Tomicek (* 1957), deutscher Karikaturist, lebt und arbeitet in Westönnen
- Ralf König (* 1960), Comic-Zeichner und Autor